# Babs van Wely
Bramine Eelcoline Marie (Babs) van Wely (Medan, 22 oktober 1924 - 's-Gravenhage 14 maart 2007) was een Nederlands illustratrice en auteur van kinderboeken. Naast kinderboeken illustreerde ze boeken voor de gezondheidszorg, maakte ze affiches en ontwierp ze de kinderpostzegels in de jaren 1971 en 1978.
Babs van Wely bracht haar vroege jeugd afwisselend in Nederland en Indië door. Tijdens de Tweede Wereldoorlog verbleef zij in een Japans interneringskamp. Daar begon ze tekeningen voor kinderen te maken. Na de oorlog kwam zij naar Nederland, waar ze schilderles volgde aan de Koninklijke Academie van Beeldende Kunsten (KABK) in Den Haag. Na haar opleiding woonde ze een jaar in Engeland en werkte daarna enkele jaren bij een reclamebureau
Van 1963 tot 1984 gaf ze les aan de KABK in Den Haag.
Babs van Wely werkte vooral met pen en Oost-Indische inkt, gecombineerd met andere technieken als gewassen inkt en krijt. Ze gebruikte ook gras, bloemen en bladeren, die ze beïnkte en op papier afdrukte.
Van Wely is 82 jaar oud geworden.

### Paul Biegel
- Het lapjesbeest (Paul Biegel) - Amsterdam: Uitgeverij Holland, 1962
- Het grote boek - Amsterdam: Holland, Bonte reuzenboeken 1, 1962
- De Gouden Gitaar - Amsterdam: Holland, Bonte wonderboom 5, 1962
- Het Sleutelkruid - Haarlem: Holland, 1964 (bekroond als het beste kinderboek in 1965)
- Kinderverhalen - Haarlem: Holland, 1966
- Ik wou dat ik anders was - Haarlem: Holland, 1967
- De rattenvanger van Hamelen - Haarlem: Holland, 1968
- Het olifantenfeest - Haarlem: Holland, 1973
- De dwergjes Van Tuil - Haarlem: Holland, 1976
- Virgilius van Tuil - Haarlem: Holland, 1978
- Virgilius van Tuil op zoek naar een taart - Haarlem: Holland, 1978
- De Toverhoed - Haarlem: Holland, 1979
- Virgilius van Tuil en de oom uit Zweden - Haarlem: Holland, 1980
- Virgilius van Tuil overwintert bij de mensen - Haarlem: Holland, 1982
- Het wolkenschip - Haarlem: Holland, 1986

### Hans Andreus
- Blikkie de Robot (Hans Andreus) - Uitgeverij Holland
- Maarten en Birro - Holland
- Meester Pompelmoes en de geleerde kat - Holland
- Meester Pompelmoes en de lachplaat - Holland
- Meester Pompelmoes en de mompelpoes - Holland
- Meester Pompelmoes en het tijgervel - Holland
- Meester Pompelmoes gaat kamperen - Holland
- Meester Pompelmoes gaat naar een onbewoond eiland - Holland
- Meester Pompelmoes vindt een schat -  Holland
- De rommeltuin: versjes voor kinderen - Holland
- De wijze vis en andere verhalen - Holland
- Een boek vol verhalen van Meester Pompelmoes - Holland
- En toen ...  -  Holland
- Grote dieren, kleine dieren  - Holland
- Kiliaan op weg naar de stad  - Holland
- Kinderverhalen
- De beer die op zijn kop stond - Holland

### Overige
- Kinderverhalen van Mies Bouhuys
- Sinterklaas en de Struikrovers (Harriet Laurey) - Uitgeverij Holland 1958
- Kareltje Wever (Bouke Jagt) - Holland, 1962
- Het regent, het zegent (samenstelling: Babs van Wely) - Holland, 1987
- Als oma er niet was! (Elisabeth Van Bergen) - Kluitman ⇒ Reeks: Ons genoegen Nederlands
- Bennie Beer ontdekt het bos van Puntje (Chris Scheffer) - Van Goor Zonen
- Berenverhalen (Marceline Bodaert) - Holland
- Bim, Bom en Poets (Jetty Krever) - Wolters-Noordhoff
- Bim, Bom en Tom (Jetty Krever) - Wolters Noordhoff ⇒ Reeks: Bim en Bom
- Bom is te dik (Jetty Krever) - Wolters-Noordhoff
- De avonturen van Puntje (Chris Scheffer) - Van Goor Zonen
- De beer wil een staart (Mies Bouhuys) - Holland
- De geheimen van Turilan (Harriet Laurey) - Holland, 1962
- De jacht op de rode ponnie (Mies Bouhuys) - Holland
- De klompenmaker en de prinses (J. Stamperius) - Kluitman
- Een boek voor jou van Bartje Beter (Babs Van Wely) -  Holland
- Een kindje erbij (Anne Takens) - Holland
- Het feest van Juf Pien (Jetty Krever) - Wolters Noordhoff ⇒ Reeks: Bim en Bom
- Iene, miene, mutte : bekende spelletjes en liedjes van vroeger (Jetty Krever) - Holland
- Ik ben jarig (Babs van Wely) - De Vries-Brouwers
- Ik en mijn zusje Klara (Dimiter Inkiow) - Bruna
- Ik en mijn zusje Klara en onze kater Kasimir (Dimiter Inkiow) - Bruna
- Ik en mijn zusje Klara en onze tekkel Snuffel (Dimiter Inkiow) - Bruna
- Koekoe met de groene duimen (Maurice Druon) - Holland
- Kom mee naar het bos (Jetty Krever) - Leopold
- Meneer Boetskabol (Wim Burkunk) - Holland
- Moeders mooiste : verhalen van Nederlandse en Vlaamse schrijvers (Mies Bouwman, Babs Van Wely, Coby Crouwel) - De Fontein, 1967 ⇒ Reeks: Fontein jeugdselectie Nederlands
- Nog eventjes, Klaas Vaak: kleutervertelselboek (Marian Hesper-Sint) - Cantecleer
- Ongeveertje (Harriet Laurey) - Holland
- Op zoek naar Bim (Jetty Krever) - Wolters-Noordhoff ⇒ Reeks: Bim en Bom
- Prins Pirijn vindt een vriend (Corrie Luhrs)
- Puntje en Spido (Chris Scheffer) - Van Goor Zonen
- Puntje en Spido gaan naar de stad (Chris Scheffer) - Van Goor Zonen
- Puntje gaat terug naar het grote bos (Chris Scheffer) - Van Goor Zonen
- Puntje gaat weg uit het grote bos (Chris Scheffer) - Van Goor ⇒ Reeks: Puntje (Van Goor Zonen)
- Puntje ontmoet Bennie Beer (Chris Scheffer) - Van Goor ⇒ Reeks: Puntje (Van Goor Zonen)
- Tovertje Konijn en Haasje Repje (Harriet Laurey) - Holland
- Viermaal J en Janus (Hans Andreus) - Holland
- Witte vindt een zwarte vriend (Ans Muiderman) - De Nederlandsche Boekhandel, 1962
- Wolle Wasbeer en het nieuwe nest (A.D. Hildebrand) - Van Goor Jeugdboeken